# 50,000,000 Elvis Fans Can't Be Wrong
50,000,000 Elvis Fans Can't Be Wrong: Elvis' Gold Records - Volume 2 è la quarta compilation e il nono album discografico di Elvis Presley, pubblicato dalla RCA Victor Records nel 1959.

## Descrizione
Si tratta di una compilation dei suoi maggiori successi nel periodo 1958 - 1959. L'album raggiunse la posizione numero 31 nella classifica Billboard Top Pop Albums negli Stati Uniti, ed è considerato uno dei "greatest hits" più influenti e celebri di tutti i tempi anche grazie all'altisonante titolo (50 milioni di fan di Elvis non possono sbagliarsi) e alla copertina che ritrae Presley con un completo in lamè dorato che fece epoca.
Il 15 giugno 1997 la RCA ha ristampato l'album con l'aggiunta di tracce bonus, come la b-side Playing for Keeps e Mean Woman Blues. Le bonus tracks sono state inserite nella scaletta dei brani alterandone l'ordine originale.
La versione di Doncha' Think It's Time inclusa nell'album, era differente rispetto alla versione pubblicata su singolo e che all'epoca superò il milione di copie. Per anni questa versione single sarà ricercatissima dai collezionisti perché con il tempo diventerà rara a trovarsi (infatti le ristampe del singolo inserivano tutte la versione dell'album e non del singolo). Questa rarità finirà con l'arrivo dell'album Essential Elvis Vol. 3 pubblicato su etichetta RCA e distribuito dalla BMG nel 1990. Sempre per i collezionisti quest'album venne pubblicato in Inghilterra e in tutto il Regno Unito con 14 canzoni. Vennero infatti inseriti i pezzi che erano stati esclusi dal precedente Golden Records e cioè Loving You, Teddy Bear, Jailhouse Rock e Treat Me Nice. Dal titolo però venne esclusa la frase "50,000,000 Elvis Fans Can't Be Wrong", lasciando solo il titolo "Elvis Golden Records vol. 2".

## Copertina

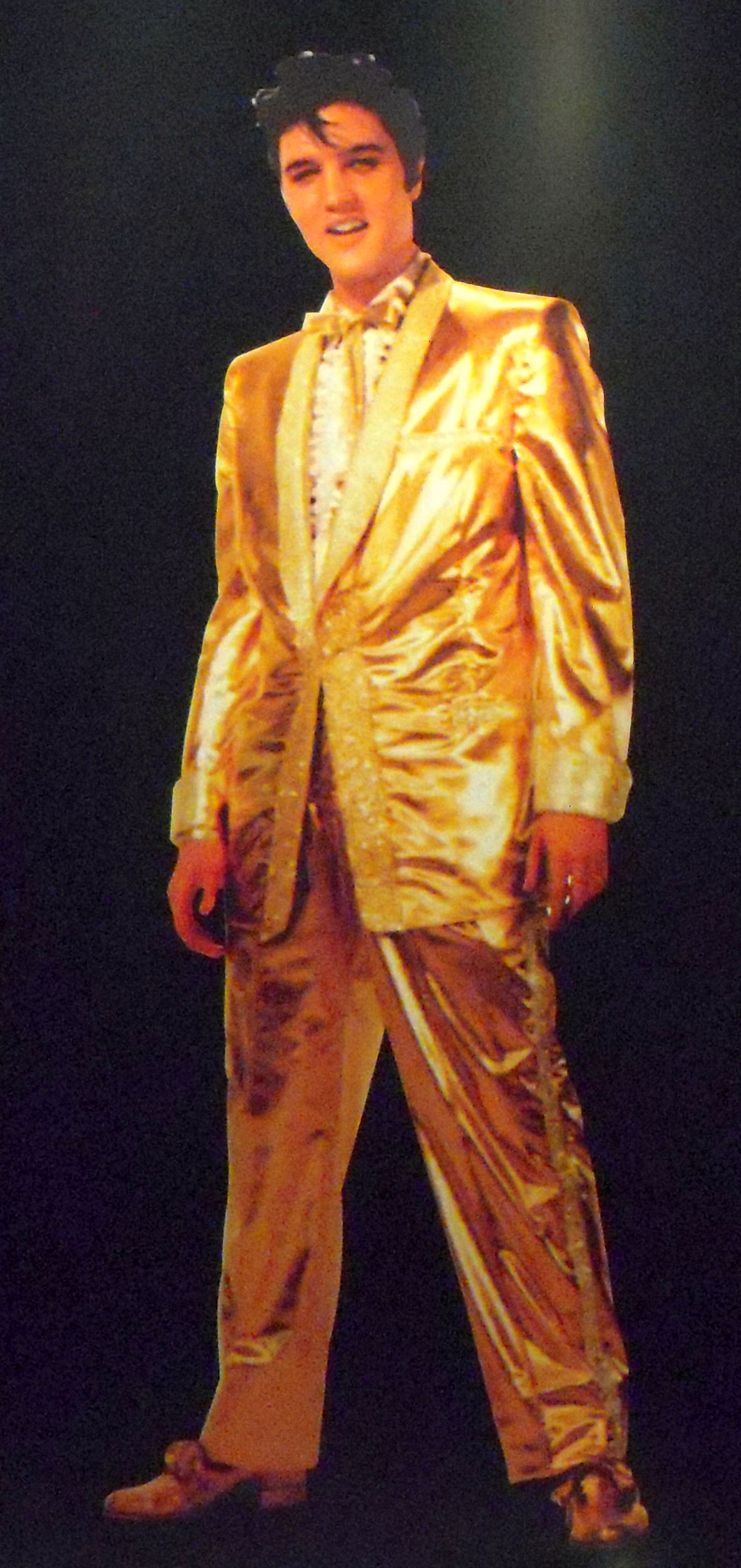
Elvis con indosso il celebre "vestito dorato" della copertina dell'album.

La celebre immagine di copertina, con le multiple immagini di Elvis con indosso il vestito in lamè dorato, è stata citata, omaggiata, parodiata e copiata numerose volte. Alcune copertine di dischi che si ispirano a questa includono:
- L'album del folksinger Phil Ochs Greatest Hits del 1970; non un "greatest hits" vero e proprio ma un disco di brani originali, ironicamente è sottotitolato 50 Phil Ochs Fans Can't Be Wrong! (50 fan di Phil Ochs non possono sbagliarsi)
- Body Wishes di Rod Stewart (1983).
- Il bootleg degli Elvis Costello & The Attractions dall'omonimo titolo uscito negli anni ottanta.
- 1,000,000 People Can't Be Wrong dei Blues Traveler (1994).
- L'Etat Et Moi di Blumfeld (1995).
- Lemmy, Slim Jim & Danny B.  album degli Headcat (2000)
- 50,000 Fall Fans Can't Be Wrong compilation dei The Fall (2004).
- 100,000,000 Bon Jovi Fans Can't Be Wrong (2004).
- 50,000,000 Soulwax Fans Can't Be Wrong (2005).

## Titolo
Il titolo dell'album deriva dalla canzone del 1927 Fifty Million Frenchmen Can't Be Wrong, di Willie Raskin, Billy Rose, e Fred Fisher, interpretata da Sophie Tucker.

## Tracce
Lato A
1. I Need Your Love Tonight – 2:04 (Bix Reichner, Sid Wayne)
2. Don't – 2:48 (Jerry Leiber, Mike Stoller)
3. Wear My Ring Around Your Neck – 2:13 (Bert Carroll, Moody Russell)
4. My Wish Came True – 2:33 (Ivory Joe Hunter)
5. I Got Stung – 1:49 (David Hill, Aaron Schroeder)

Lato B
1. One Night – 2:29 (Dave Bartholomew, Pearl King, Anita Steiman)
2. A Big Hunk o' Love – 2:12 (Aaron Schroeder, Sidney Wyche)
3. I Beg of You – 1:50 (Rose Marie McCoy, Cliff Owens)
4. (Now and Then There's) A Fool Such as I – 2:36 (Bill Trader)
5. Doncha' Think It's Time – 1:54 (Luther Dixon, Clyde Otis)

### 1997 Bonus Tracks
1. A Big Hunk o' Love – 2:12 (Aaron Schroeder, Sidney Wyche)
2. My Wish Came True – 2:33 (Ivory Joe Hunter)
3. (Now and Then There's) A Fool Such as I – 2:36 (Bill Trader)
4. I Need Your Love Tonight – 2:04 (Bix Reichner, Sid Wayne)
5. Don't – 2:48 (Jerry Leiber, Mike Stoller)
6. I Beg of You – 1:50 (Rose Marie McCoy, Cliff Owens)
7. Santa Bring My Baby Back (To Me) – 1:54 (Aaron Schroeder e Claude DeMetruis)
8. Santa Claus Is Back In Town – 2:22 (Jerry Leiber, Mike Stoller)
9. Party – 1:26 (Jessie Mae Robinson)
10. Paralyzed – 2:23 (Otis Blackwell, Elvis Presley)
11. One Night – 2:29 (Dave Bartholomew, Pearl King, Anita Steiman)
12. I Got Stung – 1:49 (David Hill, Aaron Schroeder)
13. King Creole – 2:08 (Jerry Leiber, Mike Stoller)
14. Wear My Ring Around Your Neck – 2:13 (Bert Carroll,  Moody Russell)
15. Don'cha Think It's Time – 1:54 (Luther Dixon, Clyde Otis)
16. Mean Woman Blues – 2:15 (Claude DeMetruis)
17. Playing for Keeps – 2:50 (Stan Kesler)
18. Hard Headed Woman – 1:53 (Claude DeMetruis)
19. Got A Lot o' Livin' to Do – 2:31 (Aaron Schroeder e Ben Weisman)
20. (There'll Be) Peace in the Valley (For Me) – 3:22 (Thomas A. Dorsey)